# Zaborowo (Ełk)
Pour les articles homonymes, voir Zaborowo.
Zaborowo est un village polonais de la gmina de Kalinowo, dans le powiat d'Ełk, voïvodie de Varmie-Mazurie, au nord-est du pays. 
Il est situé à environ 16 km à l'est d'Ełk et à 138 km à l'est de la capitale régionale Olsztyn.